# Tenhi
Tenhi est un groupe finlandais de néofolk formé en 1996. Les principaux instruments utilisés par le groupe sont la guitare acoustique, la basse, et la batterie. Du violon, piano ou flûte sont aussi souvent présents mais avec une importance variant selon les albums.

## Composition du groupe

### Membres
- Tyko Saarikko – chant, piano, harmonium, synthétiseur, guitare, percussions, didgeridoo
- Ilmari Issakainen – batterie, piano, guitare, basse, percussions, chant

### Anciens membres
- Ilkka Salminen – chant, guitare, basse, harmonium, percussions (1996–2008)

## Discographie

### Albums
- Kauan (CD, 1999)
- Väre (CD, 2002)
- Maaäet (CD, 2006)
- Airut:aamujen (CD, 2006)
- Saivo (CD, 2011)

### EP
- Kertomuksia (demo, 1997)
- Hallavedet (mcd, 1998)
- Airut:ciwi (mcd, 2000)

### Compilations
- Folk Aesthetic 1996-2006 (3CD, 2007)
- The Collected Works 1997-2007 (7CD, albums et compilations, 2007)